# Jacob Obrecht

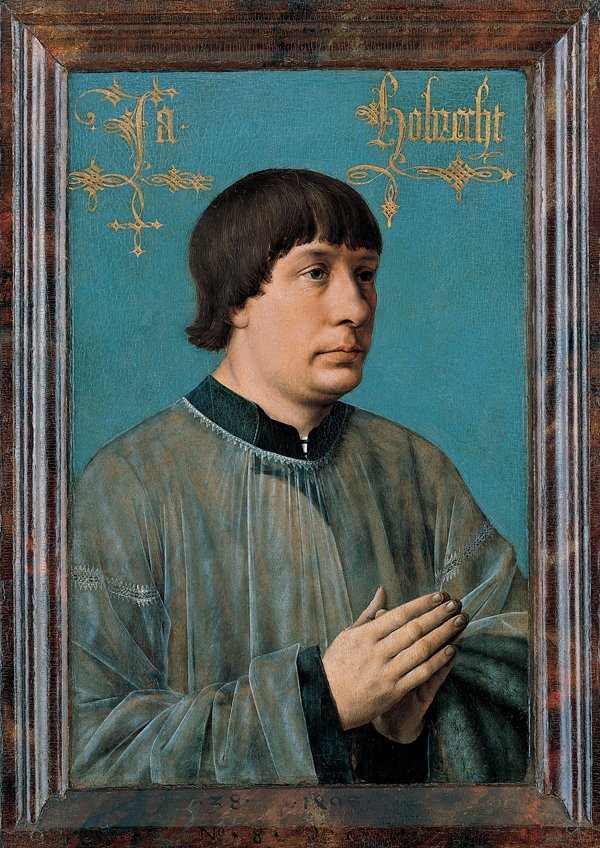
Jacob Obrecht

Jacob Obrecht (1457/58 Gent – konec července 1505 Ferrara) byl renesanční hudební skladatel franko-vlámské školy; působil také jako zpěvák a byl vysvěcený kněz. Působil na různých místech na území dnešní Belgie, Nizozemí a severní Francie, ke konci života odešel do Itálie, kde možná po nějaký čas působil v papežských službách. Jako skladatel se věnoval především duchovní hudbě a byl ve své době nejznámějším skladatelem mší.